# Buckhoopgraben
Der Buckhoopgraben ist ein Nebenfluss der Tarpenbek in Hamburg-Langenhorn. Er hat zwei Nebengewässer, den Suckweggraben und den Twisselwischgraben. Ehemals existierte ein weiteres Nebengewässer, der Heerbuckhoopgraben, welcher jedoch im Laufe der Zeit durch Bebauung verschwand.
Er beginnt zwischen den Straßen Buckhoop und Heerbuckhoop und verläuft in östlicher Richtung. Er unterquert die Straßen Buckhoop, Nettelkrögen, Tarpenwiese und Suckweg. Dann durchfließt er einen Teich und mündet an der Grenze zu Schleswig-Holstein in die Tarpenbek.